# 600'erne
Århundreder: 6. århundrede – 7. århundrede – 8. århundrede
Årtier: 550'erne 560'erne 570'erne 580'erne 590'erne – 600'erne – 610'erne 620'erne 630'erne 640'erne 650'erne
År: 600 601 602 603 604 605 606 607 608 609

## Begivenheder
- 602 – 27. november – Den østromerske kejser Mauricius myrdes sammen med sine fem sønner i Chalcedon i Lilleasien. efter et oprør under ledelse af centurionen Focas, en mand af proletariatet, som derefter krones til kejser.